# Borowo (województwo lubelskie)
Borowo – wieś w Polsce położona w województwie lubelskim, w powiecie chełmskim, w gminie Siedliszcze.
W latach 1975–1998 miejscowość administracyjnie należała do województwa chełmskiego.
Obok miejscowości przepływa niewielka rzeka Mogilnica, dopływ Wieprza.